# Pierre-Jean Auvity
Pour les articles homonymes, voir Auvity.
Pierre-Jean Auvity, né à Paris le 11 mars 1779 et mort le 14 avril 1865 à Paris 8e, est un chirurgien français.

## Biographie
Pierre-Jean est le fils de Jean-Abraham Auvity, chirurgien, et le frère du chirurgien Ambroise-Philibert-Léon Auvity.
Docteur en médecine de la faculté de Paris en 1808, il est médecin du futur roi Charles X, par quartier[Quoi ?], puis médecin de la duchesse de Berry et des enfants du roi Louis-Philippe Ier.
Il est médecin de la 1re légion de la Garde nationale et chirurgien en chef de l'hospice de la maternité de Paris[réf. nécessaire].
Il est mort chez lui, rue de Castellane, à l'âge de 86 ans.

## Récompenses et distinctions
- Chevalier de la Légion d'honneur (1822).